# ASTM
ASTM International (абревиатура от английски: American Society for Testing and Materials, Американско общество по изпитване на материалите) е международна организация, разработваща и публикуваща доброволни стандарти за материали, продукти, системи и услуги.
Основана е през 1898 г. в САЩ под формата на Американска секция към Международната асоциация за проверка на материалите (International Association for Testing Materials) и първоначално се занимава със стандарти по контрол на качеството на материалите за железопътните линии.
ASTM поддържа около 12 000 стандарта, групирани в 80 тома.
Членството в организацията е открито за всеки, който е заинтересован от нейната работа. Членове са над 32 000 представители на производители, ползватели, непосредствени потребители, правителства и академии от над 100 страни по света.
Стандартите се проверяват и преиздават не по-рядко от веднъж на пет години.
Повече от 5000 стандарта на ASTM са приети извън пределите на САЩ като национални, и над 60 страни използват стандартите на ASTM като основа за създаване на свои нормативни документи.